# Lijst van poorten en torens van de Akense stadsmuren

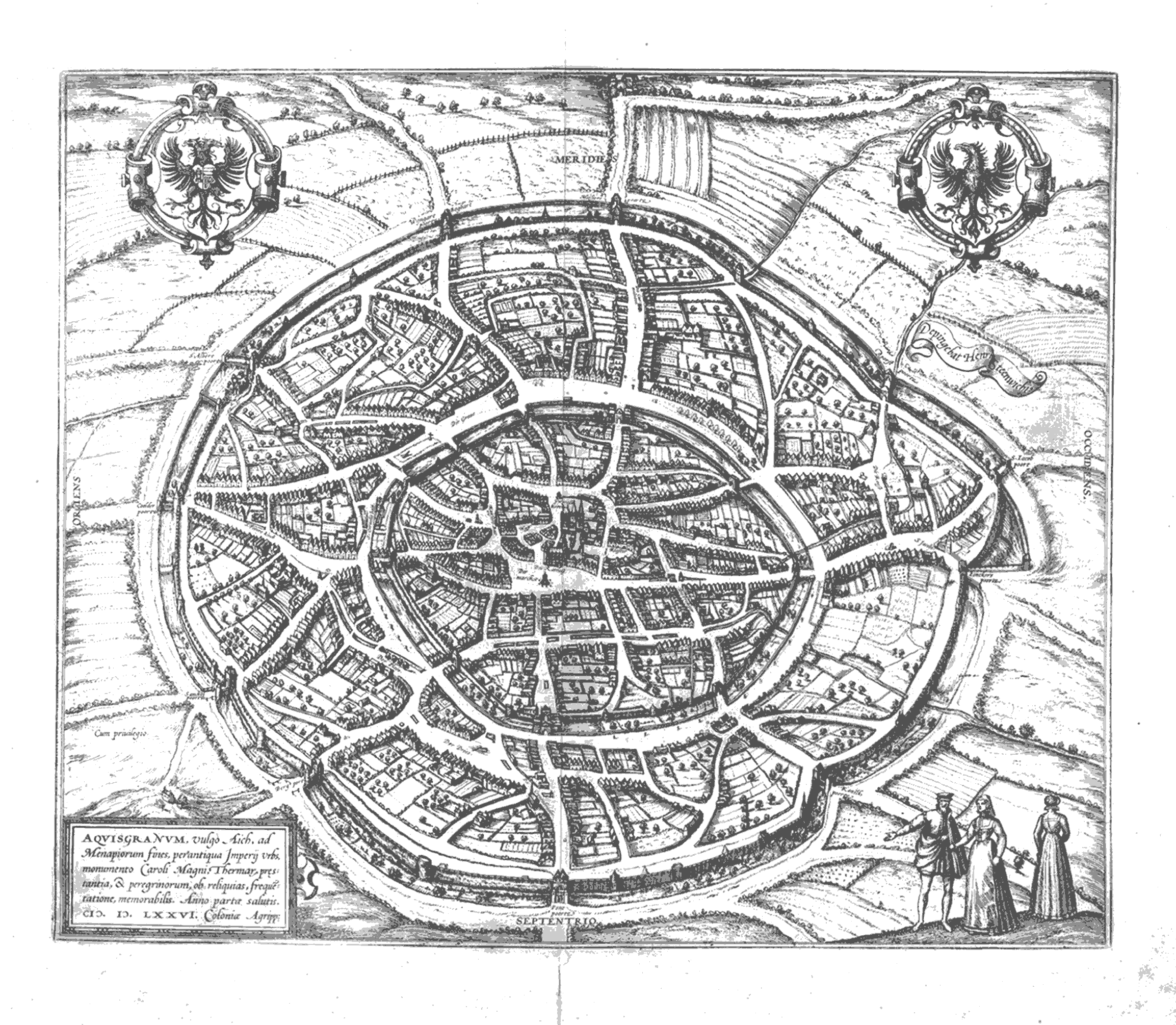
Stadsgezicht van Aken in 1576 met de beide ringmuren en de poorten en torens

De poorten en torens van de Akense stadsmuren waren over de beide ringmuren van de stadsmuren van de Duitse stad Aken verdeeld en dienden om de verdediging van deze muren te verbeteren. De binnenste ringmuur had tien stadspoorten en tien waltorens. De buitenste ringmuur had elf stadspoorten en 23 weertorens.
Van beide muren zijn slechts een klein deel van de talrijke poorten en poorten overgebleven. Van de torens bestaan alleen nog de Lavenstein, de Pfaffenturm, de Langer Turm, de Marienturm en de Adalbertsturm. De beide nog bestaande stadspoorten, de Marschiertor en de Ponttor, werden in de Tweede Wereldoorlog zwaar beschadigd, maar konden gerestaureerd worden.
De onderstaande tabellen geven een overzicht van de poorten en torens op de Akense stadsmuur. De standaard volgorde van de bouwwerken stemt overeen met hun ordening in de ringmuur. De tabellen beginnen in het noorden en gaan vervolgens met de klok mee. De nummers corresponderen met de kaart van Carl Rhoen uit 1894.

## Binnenste stadsmuren

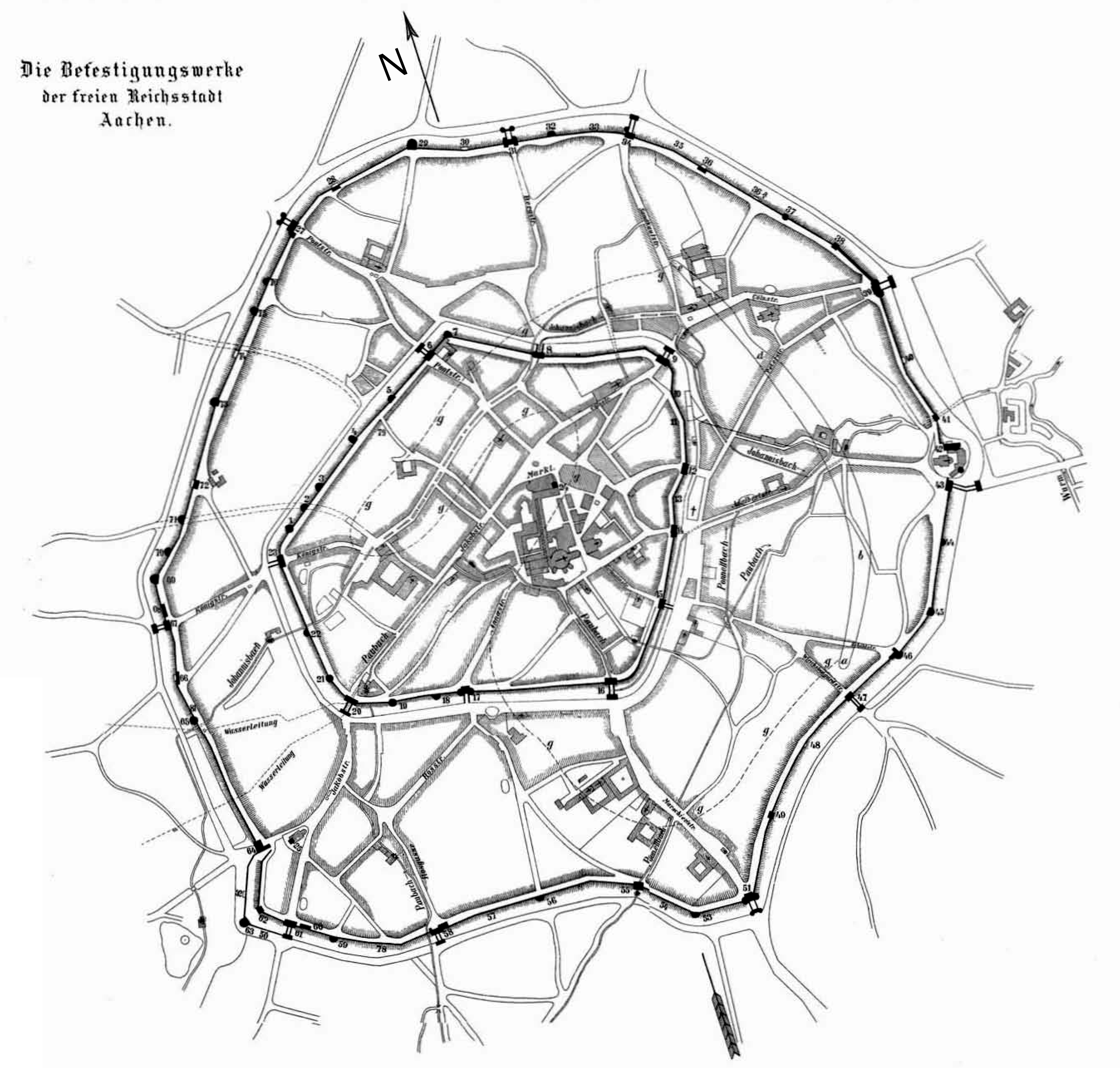
Overzicht van de vestingwerken in Aken. De nummers uit de eerste kolom van de tabellen staan op deze kaart.

De binnenste stadsmuren (Barbarossamuur) hadden tien stadspoorten en tien weertorens. Stadspoorten die een gelijknamige poort in de buitenste ringmuur hadden, behielden hun naam met de toevoeging "mittel", verwijzend naar dat deze in het midden tussen het stadscentrum en de buitenste ringmuur lagen, om zo onderscheid te maken tussen de gelijknamige poorten in de beide stadsmuren. De meeste poorten waren eenvoudige rechthoekige torens met een ophaalbrug die over de stadsgracht voerde. De vier hoofdpoorten hadden een betere verdediging met een voorpoort (barbacane) aan de buitenzijde van de gracht.
Aan de oostzijde van de binnenste stadsmuur lagen de stadspoorten relatief dicht bij elkaar. Aan de westzijde lager daarentegen lange muurdelen zonder poort, die door aanvullende waltorens beveiligd werden. Deze noodzakelijke verdediging was ook nodig omdat de stadsgracht aan deze kant wegens het terreinverloop niet met water gevuld kon worden en daardoor weinig bescherming bood in vergelijking met het water in de gracht aan de oostzijde. Enkele van deze torens waren halfronde of rechthoekige schelptorens, die aan de stadskant open waren. Andere waren halfronde of volledig ronde torens. Rechthoekige torens had de binnenste stadsmuur niet buiten de stadspoorten om. Van de torens van de binnenste stadsmuren is alleen de Templerturm met naam overgeleverd.
Terwijl er van de binnenste stadsmuur zelf nog resten voorhanden zijn, is er geen enkele poort of toren van deze muur bewaard gebleven.
| Nr | Naam               | Type             | Richting         | Locatie                                                  | Coördinaten                  | Data                                                | Opmerkingen |
| -- | ------------------ | ---------------- | ---------------- | -------------------------------------------------------- | ---------------------------- | --------------------------------------------------- | --- |
| 1  | onbekend           | ronde toren      | westnoordwesten  | Templergraben                                            | 50° 46′ 34″ NB, 6° 4′ 36″ OL |                                                     | |
| 2  | onbekend           | schelptoren      | westnoordwesten  | Templergraben                                            | 50° 46′ 36″ NB, 6° 4′ 38″ OL |                                                     | |
| 3  | onbekend           | schelptoren      | westnoordwesten  | Templergraben                                            | 50° 46′ 37″ NB, 6° 4′ 41″ OL |                                                     | |
| 4  | onbekend           | halfronde toren  | noordwesten      | Templergraben                                            | 50° 46′ 40″ NB, 6° 4′ 45″ OL |                                                     | |
| 5  | Templerturm        | halfronde toren  | noordwesten      | Templergraben                                            | 50° 46′ 42″ NB, 6° 4′ 49″ OL | tweede helft 18e eeuw afgebroken                    | boogfries onder de dakrand                                                                                              |
| 6  | Pontmitteltor      | hoofdpoort       | noordnoordwesten | Pontstraße, Templergraben                                | 50° 46′ 43″ NB, 6° 4′ 53″ OL |                                                     | met barbacane |
| 7  | onbekend           | ronde toren      | noordnoordwesten | Hirschgraben                                             | 50° 46′ 45″ NB, 6° 4′ 56″ OL |                                                     | als bescherming voor de enige knik (vanwege bestaande bebouwing) in de stadsmuur                                        |
| 8  | Neutor             | secundaire poort | noorden          | Neupforte, Hirschgraben, Seilgraben                      | 50° 46′ 42″ NB, 6° 5′ 4″ OL  | 1764 afgebroken                                     | diende ook voor de bewaking van de uitstroom van de Johannisbach de stad uit                                            |
| 9  | Kölnmitteltor      | hoofdpoort       | noordoosten      | Großkölnstraße, Mefferdatisstraße                        | 50° 46′ 40″ NB, 6° 5′ 16″ OL |                                                     | met barbacane, grootste poort van binnenste ringmuur                                                                    |
| 12 | Besterdertor       | secundaire poort | oosten           | Büchel, Dahmengraben, Holzgraben                         | 50° 46′ 33″ NB, 6° 5′ 16″ OL | midden 13e eeuw gebouwd, 1783 afgebroken            | |
| 14 | Ursulinertor       | secundaire poort | oostzuidoosten   | Ursulinerstraße, Holzgraben, Friedrich-Wilhelm-Platz     | 50° 46′ 29″ NB, 6° 5′ 13″ OL | midden 13e eeuw gebouwd                             | ook Aldegundistor of Adalbertsmitteltor genoemd                                                                         |
| 15 | Harduinstor        | Nebentor         | zuidzuidoosten   | Hartmannstraße, Friedrich-Wilhelm-Platz, Kapuzinergraben | 50° 46′ 25″ NB, 6° 5′ 13″ OL | midden 13e eeuw gebouwd                             | ook Hartmannstor genoemd                                                                                                |
| 16 | Marschiermitteltor | hoofdpoort       | zuiden           | Kleinmarschierstraße, Kapuzinergraben, Alexianergraben   | 50° 46′ 22″ NB, 6° 5′ 4″ OL  | 1215 eerste keer genoemd, einde 16e eeuw afgebroken | ook Burtscheider Mitteltor genoemd, met barbacane, hier werd een deel van het water van de Pau in de stadsgracht geleid |
| 17 | Scherptor          | secundaire poort | zuidwesten       | Annastraße, Alexianergraben, Löhrgraben                  | 50° 46′ 24″ NB, 6° 4′ 53″ OL |                                                     | enige stadspoort van binnenste ringmuur met twee ronde torens die verbonden waren via een middenbouw                    |
| 18 | onbekend           | schelptoren      | zuidwesten       | Löhrgraben                                               | 50° 46′ 22″ NB, 6° 4′ 47″ OL |                                                     | |
| 19 | onbekend           | ronde toren      | westzuidwesten   | Löhrgraben                                               | 50° 46′ 22″ NB, 6° 4′ 43″ OL |                                                     | diende ook voor de bewaking van de inloop van de Pau de stad in                                                         |
| 20 | Jakobsmitteltor    | hoofdpoort       | westzuidwesten   | Jakobstraße, Löhrgraben, Karlsgraben                     | 50° 46′ 23″ NB, 6° 4′ 38″ OL | einde 16e eeuw afgebroken                           | met barbacane |
| 21 | onbekend           | ronde toren      | westzuidwesten   | Karlsgraben                                              | 50° 46′ 24″ NB, 6° 4′ 37″ OL |                                                     | |
| 22 | onbekend           | ronde toren      | westen           | Karlsgraben                                              | 50° 46′ 27″ NB, 6° 4′ 35″ OL |                                                     | diende ook voor de bewaking van de inloop van de Johannisbach de stad in                                                |
| 23 | Königsmitteltor    | secundaire poort | westen           | Königstraße, Karlsgraben, Templergraben                  | 50° 46′ 32″ NB, 6° 4′ 34″ OL | 1783 afgebroken                                     | |

## Buitenste stadsmuren

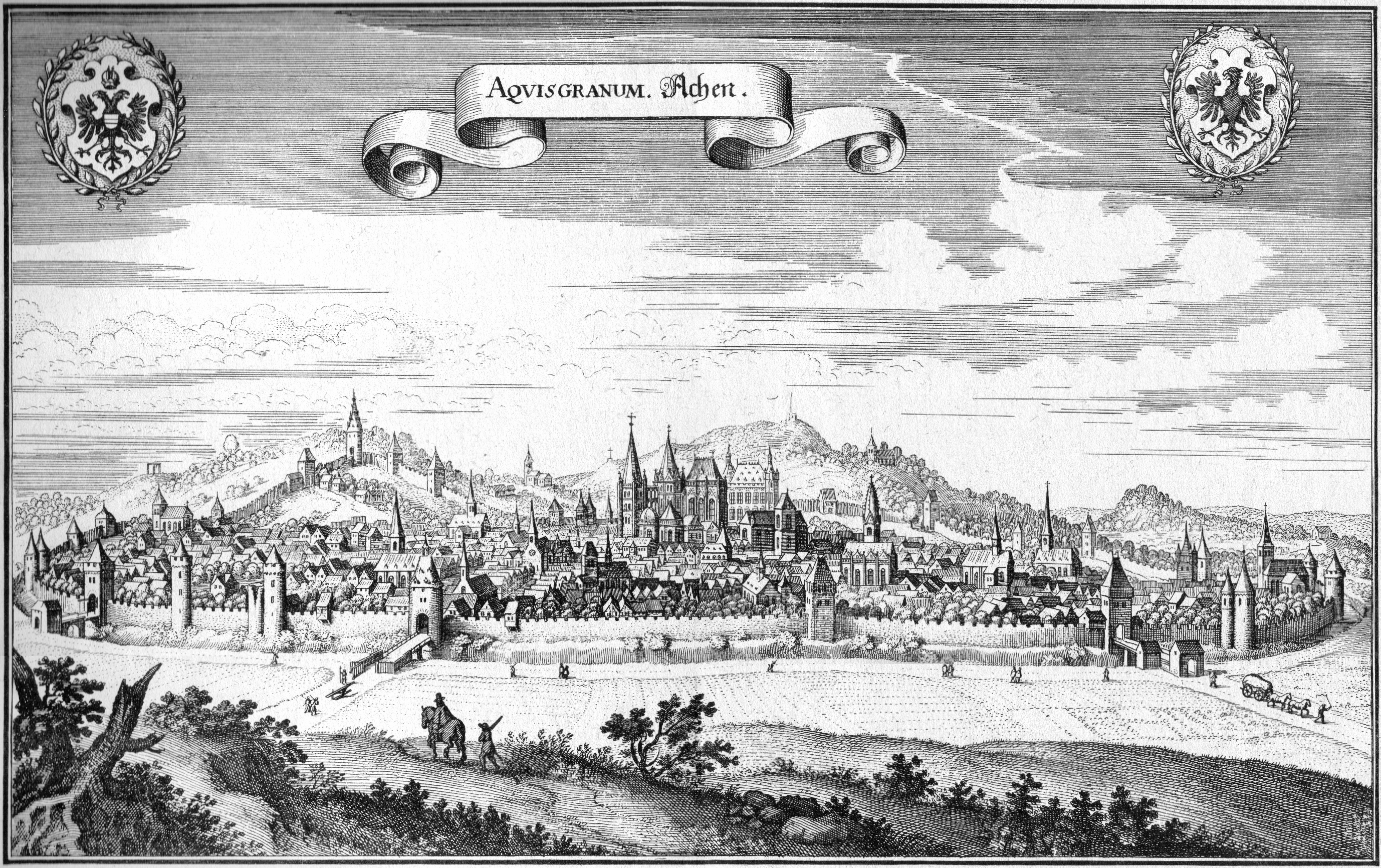
Matthäus Merian der Ältere: kopergravure van Aken met de buitenste stadsmuren gezien vanuit het zuidwesten in 1645

De buitenste stadsmuur (Gotische Mauer) had elf stadspoorten, met daaronder net als bij de binnenste ringmuur vier hoofdpoorten, en 23 weertorens. Behalve de Junkerstor hadden alle poorten een voorpoort (barbacane) die met het hoofdgebouw verbonden was via een stenen brug die over de stadsgracht voerde. Zoals bij de Ponttor nog goed te zien is, waren al deze bruggen aan de zijkanten voorzien van muren met kantelen.
De buitenste ringmuur had met ongeveer een gelijke hoeveelheid poorten een dubbele lengte als de binnenste ringmuur, waardoor er tussen de poorten verschillende poorten nodig waren, in het bijzonder in het noordwesten waar er zes torens tussen de Königstor en de Ponttor stonden. Net als bij de binnenste stadsmuren waren er hier ook schelptorens en volledige torens. Naast de halfronde en ronde torens kwamen hier ook torens met een rechthoekig grondvlak voor.
| Nr | Naam                  | Type                                  | Richting         | Locatie                                   | Coördinaten                  | Data | Opmerkingen | Afbeelding |
| -- | --------------------- | ------------------------------------- | ---------------- | ----------------------------------------- | ---------------------------- | --- | --- | ---------- |
| 27 | Ponttor               | hoofdpoort                            | noordnoordwesten | Pontstraße, Pontwall, Saarstraße          | 50° 46′ 53″ NB, 6° 4′ 42″ OL | 1320 eerste keer vermeld                                                                                         | enige volledig bewaard gebleven poort                                                                                                  |            |
| 29 | Marienturm            | ronde toren met rechthoekige voorbouw | noorden          | Ludwigsallee                              | 50° 46′ 56″ NB, 6° 4′ 56″ OL | 1512 opgericht op de plaats van de voormalige Breuerturm                                                         | behouden, diende als geschuttoren, tegenwoordig gedenkplaats voor wereldoorlogen                                                       |            |
| 31 | Bergtor               | secundaire poort                      | noorden          | Bergstraße, Ludwigsallee                  | 50° 46′ 56″ NB, 6° 5′ 6″ OL  | in 17e eeuw verkleind, in 18e eeuw ruïne                                                                         | |            |
| 32 | Bergerschanzturm      | halfronde schelptoren                 | noordnoordoosten | Ludwigsallee                              | 50° 46′ 55″ NB, 6° 5′ 11″ OL | | bescherming voor Bergtor |            |
| 34 | Sandkaultor           | secundaire poort                      | noordnoordoosten | Sandkaulstraße, Saarstraße, Monheimsallee | 50° 46′ 54″ NB, 6° 5′ 17″ OL | 1811 abgerissen                                                                                                  | hoogste toren van vestingwerken Aken                                                                                                   |            |
| 37 | Heinzenturm           | ronde toren                           | noordoosten      | Heinzenstraße, Monheimsallee              | 50° 46′ 48″ NB, 6° 5′ 31″ OL | | versterkte muren |            |
| 38 | Schänzchen            | rechthoekige schelptoren              | oostnoordoosten  | Monheimsallee                             | 50° 46′ 45″ NB, 6° 5′ 33″ OL | | |            |
| 39 | Kölntor               | hoofdpoort                            | oostnoordoosten  | Alexanderstraße, Hansemannplatz           | 50° 46′ 41″ NB, 6° 5′ 36″ OL | 1320 eerste keer vermeld, 1807 begon sloop                                                                       | |            |
| 41 | Wasserturm            | rechthoekige toren                    | oosten           | Heinrichsallee                            | 50° 46′ 33″ NB, 6° 5′ 42″ OL | | ook Wassertor genoemd, diende voor bewaking waterstroom stad uit                                                                       |            |
|    | Adalbertsturm         | ronde toren                           | oostzuidoosten   | Kaiserplatz, Heinrichsallee               | 50° 46′ 29″ NB, 6° 5′ 44″ OL | | |            |
| 43 | Adalbertstor          | secundaire poort                      | oostzuidoosten   | Kaiserplatz, Beeckstraße                  | 50° 46′ 29″ NB, 6° 5′ 41″ OL | | 1322 eerste keer vermeld |            |
| 44 | Rotkugelturm          |                                       | oostzuidoosten   | Beeckstraße                               | 50° 46′ 27″ NB, 6° 5′ 39″ OL | | |            |
| 45 | Pulvertürmchen        | halfronde schelptoren                 | zuidoosten       | Beeckstraße                               | 50° 46′ 23″ NB, 6° 5′ 35″ OL | | |            |
| 46 | Schildturm            | halfronde schelptoren                 | zuidoosten       | Schützenstraße                            | 50° 46′ 19″ NB, 6° 5′ 31″ OL | | |            |
| 47 | Wirichsbongardstor    | secundaire poort                      | zuidoosten       | Theaterstraße, Wallstraße                 | 50° 46′ 16″ NB, 6° 5′ 27″ OL | | in windmolen omgebouwd |            |
| 49 | Krichelenturm         | rechthoekige schelptoren              | zuidzuidoosten   | Wallstraße                                | 50° 46′ 9″ NB, 6° 5′ 18″ OL  | | |            |
| 51 | Marschiertor          | hoofdpoort                            | zuiden           | Franzstraße, Wallstraße, Boxgraben        | 50° 46′ 5″ NB, 6° 5′ 13″ OL  | 1320 eerste keer genoemd                                                                                         | ook Burtscheider Tor genoemd, een van de grootste poortgebouwen van Europa, hoofdgebouw behouden, voorpoort niet                       |            |
| 53 | Kleiner Pounellenturm | halfronde toren                       | zuiden           | Boxgraben                                 | 50° 46′ 6″ NB, 6° 5′ 8″ OL   | 1696 eerste keer genoemd, eind 18e eeuw gesloopt                                                                 | |            |
| 55 | Großer Pounellenturm  | rechthoekige toren                    | zuiden           | Karmeliterstraße, Boxgraben               | 50° 46′ 8″ NB, 6° 5′ 3″ OL   | 1444 eerste keer genoemd, 1611 deels afgebroken, 1782 afbraak tot muurhoogte, einde 19e eeuw volledig afgebroken | diende ook voor de bewaking van de instroom van de Paunell de stad in, stenen in 17e eeuw voor bouw Jezuïetenkerk St. Michael gebruikt |            |
| 56 | Karlsturm             | halfronde schelptoren                 | zuidzuidwesten   | Krakaustraße, Boxgraben                   | 50° 46′ 8″ NB, 6° 4′ 53″ OL  | 1823 gesloopt | |            |
| 58 | Rostor                | secundaire poort                      | zuidzuidwesten   | Hubertusplatz, Boxgraben                  | 50° 46′ 7″ NB, 6° 4′ 41″ OL  | 1346 eerste keer genoemd, 1799 gesloopt                                                                          | diende ook voor de bewaking van de instroom van de Pau de stad in                                                                      |            |
| 59 | Lavenstein            | ronde toren                           | zuidwesten       | Hubertusstraße, Boxgraben                 | 50° 46′ 8″ NB, 6° 4′ 32″ OL  | | behouden, in 19e eeuw als ijskelder gebruikt                                                                                           |            |
| 61 | Jakobstor             | hoofdpoort                            | zuidwesten       | Jakobstraße, Boxgraben, An der Schanz     | 50° 46′ 10″ NB, 6° 4′ 28″ OL | 1320 eerste keer genoemd, begin 19e eeuw gesloopt                                                                | ongewoon hoge voorpoort met werpmachine op het dak                                                                                     |            |
| 62 | Toren zonder naam     | rechthoekige toren                    | zuidwesten       | An der Schanz                             | 50° 46′ 12″ NB, 6° 4′ 26″ OL | | verdediging van dwingel Lütticher Schanze                                                                                              |            |
| 63 | Eyerkeilturm          | ronde toren                           | zuidwesten       | An der Schanz                             | 50° 46′ 11″ NB, 6° 4′ 23″ OL | | verdediging van dwingel Lütticher Schanze                                                                                              |            |
| 64 | Junkerstor            | secundaire poort                      | westzuidwesten   | Vaalser Straße, Mauerstraße               | 50° 46′ 15″ NB, 6° 4′ 26″ OL | 1829 afgebroken                                                                                                  | ook Vaalser Tor genoemd, enige stadspoort zonder voorpoort                                                                             |            |
| 65 | Pfaffenturm           | ronde toren                           | westzuidwesten   | Lochnerstraße, Junkerstraße               | 50° 46′ 24″ NB, 6° 4′ 22″ OL | 1442–1456 gebouwd                                                                                                | behouden, vluchtbastion, diende ook voor de bewaking van de inloop van de Johannisbach de stad in                                      |            |
| 67 | Königstor             | secundaire poort                      | westen           | Königstraße, Junkerstraße                 | 50° 46′ 30″ NB, 6° 4′ 22″ OL | 1320 eerste keer genoemd, begin 19e eeuw afgebroken                                                              | |            |
| 69 | Langer Turm           | halfronde toren                       | westen           | Turmstraße                                | 50° 46′ 33″ NB, 6° 4′ 21″ OL | begin 14e eeuw gebouwd                                                                                           | behouden, staat op het hoogste punt en diende als vuurwacht en kruitmagazijn, daarom ook wel Pulverturm genoemd                        |            |
| 70 | Burtscheider Turm     | halfronde toren                       | westnoordwesten  | Turmstraße                                | 50° 46′ 35″ NB, 6° 4′ 23″ OL | begin 14e eeuw gebouwd, begin 19e eeuw afgebroken                                                                | |            |
| 71 | Beguinenturm          | halfronde schelptoren                 | westnoordwesten  | Turmstraße                                | 50° 46′ 36″ NB, 6° 4′ 24″ OL | begin 14e eeuw gebouwd, begin 19e eeuw afgebroken                                                                | |            |
| 73 | Gregoriusturm         | ronde toren met rechthoekige voorbouw | noordwesten      | Turmstraße                                | 50° 46′ 42″ NB, 6° 4′ 29″ OL | 1810 afbraak tot muurkroon, 1850 volledig afgebroken                                                             | stabielste weertoren |            |
| 75 | Bongartsturm          | halfronde schelptoren                 | noordwesten      | Turmstraße                                | 50° 46′ 50″ NB, 6° 4′ 34″ OL | | bescherming voor Ponttor |            |
| 76 | Krückenturm           | halforde toren                        | noordnoordwesten | Pontwall                                  | 50° 46′ 51″ NB, 6° 4′ 35″ OL | | |            |

## Kaart
Legenda: groen is nog bestaand, grote icoontjes zijn stadspoorten, kleine icoontjes torens, erkers en wachthuizen in de stadsmuren.